# Okręg wyborczy Calwell
Okręg wyborczy Calwell (ang. Division of Calwell) – jednomandatowy okręg wyborczy do Izby Reprezentantów Australii, położony w północno-zachodniej części Melbourne. Pierwsze wybory odbyły się w nim w 1984, jego patronem jest polityk lewicy Arthur Calwell. 

## Lista posłów
| okres urzędowania | poseł              | przynależność                                                |
| ----------------- | ------------------ | ------------------------------------------------------------ |
| 1984-2001         | Andrew Theophanous | Australijska Partia Pracy (1984-2000) niezależny (2000-2001) |
| od 2001           | Maria Vamvakinou   | Australijska Partia Pracy                                    |

źródło: 